# André Mumot
André Mumot (* 1979 in Helmstedt) ist ein deutscher Autor, Literaturübersetzer und Journalist.

## Leben
André Mumot studierte Kulturwissenschaften und Ästhetische Praxis an der Universität Hildesheim und wurde dort auch 2007 promoviert.
Als Journalist war er unter anderem für die Hannoversche Allgemeine Zeitung, die Hildesheimer Allgemeine Zeitung und für das Onlineportal nachtkritik.de tätig und moderiert seit 2014 im Deutschlandfunk Kultur. Ebenfalls für den Hörfunk ist er regelmäßig als Theaterkritiker tätig.
André Mumot übersetzte zahlreiche Romane und Sachbücher unter anderem von Cornelia Funke, Neil Gaiman, Nick Harkaway, C. K. McDonnell, Graham Moore, Jo Nesbø und Raquel J. Palacio in die deutsche Sprache. Für seine Übersetzungsarbeit wurde er 2014 mit dem Deutschen Jugendliteraturpreis ausgezeichnet und 2016 ein weiteres Mal nominiert.
Von ihm als Autor sind bisher zwei Romane im Eichborn-Verlag erschienen.

## Werke
- Irrwege zum Ich. Eine kleine Literaturgeschichte des Gehens. Tectum-Verlag, Marburg 2008, ISBN 978-3-8288-9633-8 (zugleich Diss. an der Univ. Hildesheim 2007).
- Muttertag. Roman. Eichborn Verlag, Köln 2016, ISBN 978-3-8479-0610-0.
- Geisternächte. Roman. Eichborn Verlag, Köln 2018, ISBN 978-3-8479-0647-6.